# Gischtläufer

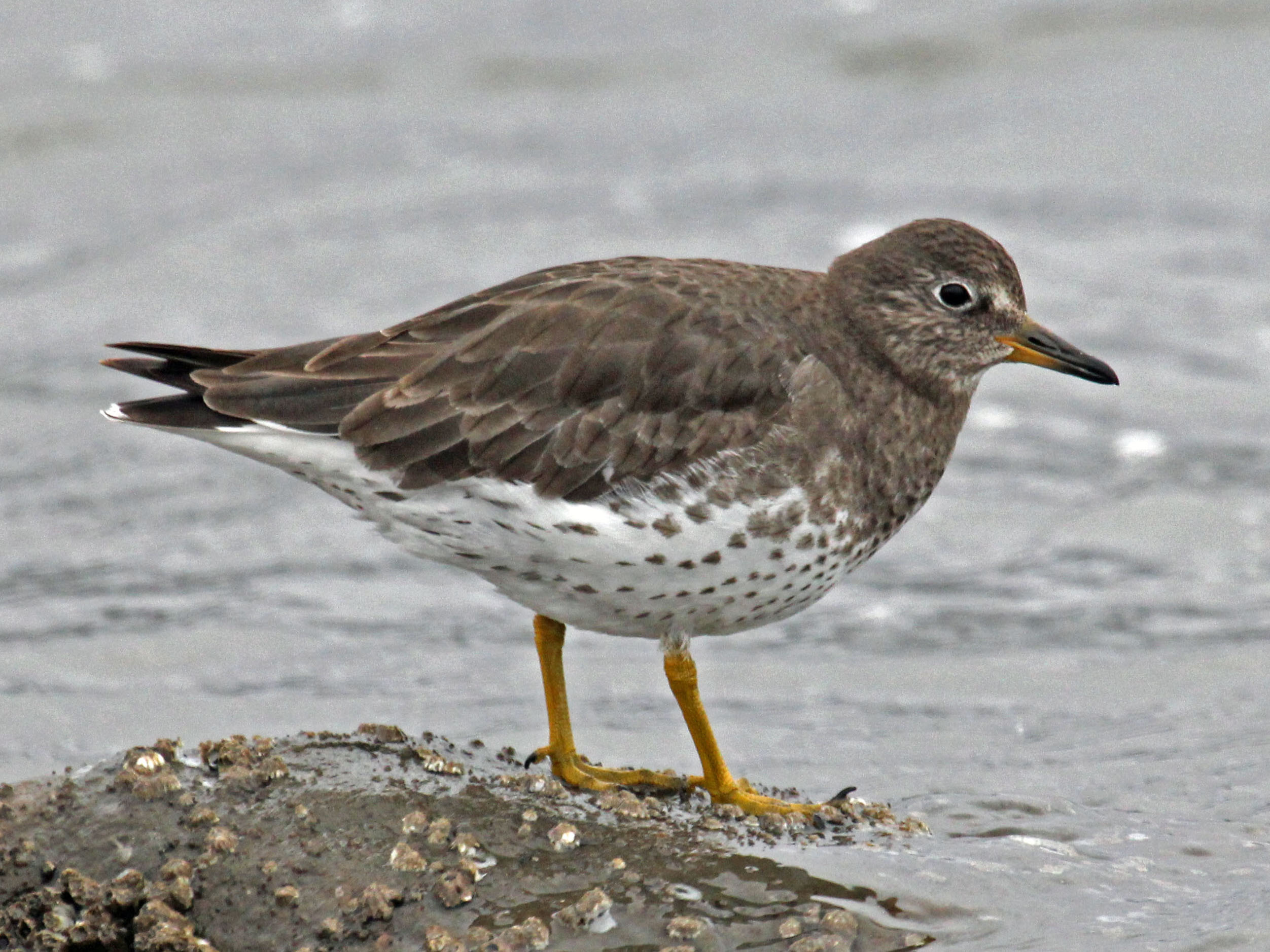
Gischtläufer im Schlichtkleid

Der Gischtläufer (Calidris virgata, Syn.: Aphriza virgata) ist eine mittelgroße Vogelart aus der Familie der Schnepfenvögel (Scolopacidae).
Er ist ein recht eigentümlicher, strandläuferähnlicher Watvogel. Brutkleid und Brutbiotop ähneln stark denen des Großen Knutts, Ernährungsweise und Winterhabitat entsprechen jedoch den Steinwälzern und dem Meerstrandläufer, mit denen er sich auch vergesellschaftet und denen er besonders im Schlichtkleid ähnelt. Trotz der Ähnlichkeit ist er nicht sehr nah mit den Steinwälzern verwandt, sondern steht den Strandläufern verwandtschaftlich näher. Er wurde früher in die monotypische Gattung Aphriza gestellt.
Seine Brutgebiete beschränken sich auf Alaska und Yukon im Nordwesten Kanadas, die Überwinterungsgebiete erstrecken sich hingegen über mehr als 17.500 km der amerikanischen Pazifikküste von der Kodiak-Insel bis zur Magellanstraße.

## Beschreibung
Der Gischtläufer ist mit 23,5–25,5 cm Körperlänge etwa so groß wie ein Steinwälzer. Die Flügellänge liegt zwischen 169 und 185 mm, die Schwanzlänge zwischen 63 und 69 mm. Das Gewicht beträgt 133–230 g. Bestes Bestimmungsmerkmal ist der mit 22–27 mm recht kurze, regenpfeiferartige Schnabel, der an der Spitze rundlich und leicht verbreitert ist. Er ist überwiegend dunkelbraun, zeigt aber an der Unterschnabelbasis eine etwas auf den Oberschnabel reichende orangegelbe Färbung. Die relativ kurzen Beine sind gelb oder grünlichgelb. Die Iris ist braun. Die Geschlechter unterscheiden sich nicht in der Gefiederfärbung, das Weibchen ist aber etwas größer. Eine geografische Variation wird nicht beschrieben.
Im Brutkleid sind Kopf, Brust und Unterseite auf weißem Grund gräulich schwarz gestrichelt und gefleckt, wobei die Zeichnung ab der unteren Brust gröber, an den Flanken V-förmig sowie auf dem Unterbauch tropfenförmig und durch größere Weißanteile offener wird. Auf dem Scheitel ist die Strichelung teils etwas rostbraun. Schulter- und Rückengefieder sind schwarz mit hellen Säumen, wobei die größten Schulterfedern einen zimtbraunen Mittelteil mit dunklem Schaft aufweisen. Nach der Brutzeit bleichen sie schnell aus und sind dann im Mittelteil beige bis weißlich. Die Oberflügeldecken sind braungrau oder schwärzlich und tragen teilweise helle Säume. Die weißen Spitzen der großen Armdecken und die weißen Schwingenbasen bilden ein auffälliges Flügelband. Die Schwingen sind überwiegend schwärzlich, die inneren Handschwingen jedoch schmal weiß bespitzt; die Armschwingen tragen weiße Spitzen und einen schmalen, weißen Saum auf der Außenfahne, der zu den inneren hin breiter wird. Der hintere Rücken ist schwarz, die Oberschwanzdecken sind weiß. Die sonst ebenfalls weißen Steuerfedern sind im distalen Teil schwarz, wobei dieser zu den äußeren hin schmaler wird und ein weißer Spitzensaum hinzukommt. Die Unterflügeldecken sind weiß mit grauen Spitzen an den Handdecken.
Im Schlichtkleid ist die Oberseite braungrau mit diffuser Fleckung und dunklen Schaftstrichen. An den Stirnseiten zeigt sich ein weißer Fleck, der in einen diffusen, gleich hinter dem Auge auslaufenden Überaugenstreif überleitet. Kinn und Kehle sind weißlich, das vordere Gesicht etwas aufgehellt, das Auge von einem weißen Ring umgeben. Die Brust ist etwas heller braungrau als die Oberseite, die übrige Unterseite weiß mit dunkel bräunlichen pfeilspitzen- oder V-förmigen Flecken an den Flanken. Bei einigen Individuen reichen sie auch bis auf den Bauch. Die Oberschwanzdecken und die Schwanzbasis sind weiß. Flügel- und Steuerfedern entsprechen dem Brutkleid.
Das Jugendkleid ähnelt dem Schlichtkleid, ist aber an Kopf und Brust etwas streifiger. Die graubraunen Federn der Oberseite weisen beige Säume und einen dunklen Subterminalstreif auf.

## Stimme
Zur Brutzeit sind vor allem drei verschiedene Lautäußerungen des Gischtläufers zu vernehmen: Der Gesang, der zu vielfältigen Gelegenheiten vorgebracht wird, ist eine scharf klingende Rufreihe, die aus schnell hintereinander folgenden wicki-du- oder wik-du-Rufen besteht. Bei den ausgedehnten, in großer Flughöhe ausgeführten Balzflügen sind rhythmische Reihen aus fünf bis neun kurzen Rufen zu vernehmen, auf die entweder, eine Wiederholung, eine längere Unterbrechung oder der Gesang folgen. Zudem gibt es den Erregungsruf, der individuell recht unterschiedlich ist, als tie tie tiet, krrrie krrie, tju tju oder tju-it tju-it beschrieben wird und der auch teilweise gereiht wird.
Außerhalb der Brutzeit ist die Art wenig ruffreudig. Es werden hohe, klagend-pfeifende Rufe beschrieben, die wie ki-wi-oh klingen.

## Verbreitung
Die Brutgebiete des Gischtläufers erstrecken sich über die Bergregionen Alaskas und des kanadischen Territoriums Yukon. Die Verbreitungs- und Häufigkeitsangaben sind nur sehr lückenhaft, die Art scheint nirgendwo häufig zu sein. In Zentralalaska kommt sie zerstreut in der Alaskakette (z. B. im Denali-Nationalpark), im Hochland bei Tanana und in den White Mountains vor. Aus den Ray Mountains und den Kuskokwim Mountains ist nichts Genaues bekannt. Möglicherweise brütet sie im Südwesten der Brooks Range in den Schwatka Mountains und den Waring Mountains, im Osten wurde sie in den Romanzof Mountains, am Hulahula River und am Kongakut River nachgewiesen. Zerstreute Vorkommen gibt es im Süden Alaskas in den Chugach Mountains und in den Wrangell Mountains. Ferner kommt der Gischtläufer westwärts bis zur Alaska-Halbinsel (z. B. Katmai-Nationalpark), den Kilbuck Mountains und den Ahklun Mountains vor. Weitere Vorkommen gibt es in den Kusilvak Mountains, auf der Kodiak-Insel, in den südlichen Nulato Hills und im Norden der Seward Peninsula. Balzende Vögel wurden am Cape Romanzof festgestellt. In Yukon gibt es u. a. Nachweise und Brutzeitbeobachtungen aus den Richardson Mountains, den British Mountains, der Dawson Range und der südwestlichen Ruby Range. In den Bergen British Columbias wurde die Art bislang nicht nachgewiesen.

## Lebensraum
Der Gischtläufer brütet an exponiert liegenden, trockenen Orten in der alpinen Tundra wie Gipfeln oder hochgelegenen Hängen. Charakteristische Elemente seines Lebensraums sind Flechten, alpine Zwergstrauchvegetation und Silberwurzen sowie eingesprengte Fels- und Geröllhalden; seltener ist die Art an moosigen oder mit Seggen bewachsenen Orten zu finden. Die Höhenverbreitung variiert lokal je nach Verfügbarkeit des Lebensraums und reicht teils bis auf 1800 m hinauf.
Außerhalb der Brutzeit ist die Art vor allem an felsigen Küstenabschnitten zu finden, insbesondere an stark umspülten, felsigen Stellen in der Gezeitenzone. Seltener tritt sie auch an geschützteren Bereichen, Sandstränden mit eingestreuten Felsen und auf Schlammflächen im Litoral auf.